# Regnitzlosau
Regnitzlosau és un municipi de l'estat  alemany de Baviera, que forma part del  districte de Hof, a la regió administrativa d'Oberfranken.